# 岩口镇 (冷水江市)
岩口镇，是中华人民共和国湖南省娄底市冷水江市下辖的一个乡镇级行政单位。目前因冷水江市的改革，将岩口镇与铎山镇合并，称铎山镇

## 行政区划
岩口镇下辖以下地区：
红岩社区、塘石社区、岩口社区、大冲村、光华村、官溪村、红安村、槐花村、金连村、金星村、农科村、泉坪村、石坑村、塘冲村、塘湾村、岩口村和元岭村。